# Géostatistique
La géostatistique est l'étude des variables régionalisées, à la frontière entre les mathématiques et les sciences de la Terre. Son principal domaine d'utilisation a historiquement été l'estimation des gisements miniers, mais son domaine d'application actuel est beaucoup plus large et tout phénomène spatialisé peut être étudié en utilisant la géostatistique.

## Historique
L'histoire de la géostatistique est liée à l'estimation des gisements exploités dans les mines. Dans les années 1950, un professeur de l'université du Witwatersrand en Afrique du Sud, Danie G. Krige s'est aperçu que la variabilité de la teneur du minerai d'or était liée à la taille, c’est-à-dire au support, sur laquelle celle-ci était calculée. La variabilité des teneurs sur panneau est ainsi beaucoup plus faible que la variabilité des teneurs sur carottes (échantillon cylindrique extrait du sol).
Cette théorie a ensuite été développée pendant les années 1960 par un ingénieur français du Corps des Mines, Georges Matheron, qui y consacra sa vie et fonda le centre de géostatistiques de l'École des mines de Paris à Fontainebleau.

## Les outils
Outils d'exploration des données :
- corrélogramme ;
- variogramme.

Techniques d'interpolation spatiale des données (estimation de la réalité la plus probable) :
- krigeage ;
  - krigeage simple, ordinaire
  - krigeage universel, krigeage à dérive externe
  - krigeage factoriel
- cokrigeage.

Techniques de simulations (calcul de versions équiprobables de la réalité) :
- méthode spectrale
- dilution de germes poissonniens
- gaussiennes séquentielles
- bandes tournantes
- indicatrice séquentielle
- gaussienne tronquée
- simulation multipoint (sans usage d'un variogramme)

## Les applications

### Géologie
En géologie, on utilise les techniques géostatistiques pour cartographier les structures géologiques (formations stratigraphiques, réservoirs, aquifères, pédologie, etc.), leurs propriétés (perméabilité, porosité, etc.) et la distribution des éléments diffusants (piézométrie, nuages de polluants, certains gisements miniers). La géostatistique en géologie est une science à part entière — comme le montrent les nombreuses sociétés qui se sont développées dans ce secteur. Elle nécessite de connaître les solutions adaptées aux différents problèmes et de savoir juger les résultats.

### Biologie
- Suivi géostatistique des ressources halieutiques
- Analyse des réseaux biologiques

### Télécommunication
Performance des réseaux de distribution

### Santé
- variabilité des expositions dans le domaine industriel
- risques sanitaires liés à la pollution atmosphérique

### Climatologie
- estimation et distribution spatiale des pluies et plus largement, des précipitations, à partir des données terrain des pluviomètres, corrélées avec des images obtenues par radar météorologique et satellite météorologique
- modélisation atmosphérique

## Sources
- J.P. Chilès, P. Delfiner, Geostatistics: Modelling Spatial Uncertainty, Wiley Series in Probability and Mathematical Statistics, 1999, 695 p.
- C. Lantuéjoul Geostatistical Simulation: Models and Algorithms, Springer, 2002, 256 p.
- G. Matheron, Traité de Géostatistique appliquée. Tome 1, Éditions Technip, Paris, 1962, 334 p.
- G. Matheron, Estimating and Choosing, Springer-Verlag, Berlin, 1989.
- H. Wackernagel, Multivariate Geostatistics, Third edition, Springer-Verlag, Berlin, 2003, 387 p.